# Тесмотети
Тесмотети, фесмофети (грец. θεσμοθέται) — назва частини архонтів. У Стародавній Греції цей термін у найширшому значенні стосувався юристів й архівістів судових рішень, які посідали державні посади. 
Thesmos — це раннє слово, що означає «закон» або «правило», але малоймовірно, що тесмотеї будь-коли видавали закони; їх первинною функцією, мабуть, було «встановлення закону» у сенсі винесення вердиктів за звинуваченнями та суперечками.
З дев'яти афінських архонтів перші три носили особливі імена (ἄρχων έπώνυμος, ά. βασιλευς, ά. πολέμαρχος), інші ж утворювали колегію із шести осіб і називалися тесмотетами. Перші три архонти мали до Солона свої особливі урядові місця (πρυτανέιον, βουολεϊον, πολέμαρχεϊον), тесмотети ж засідали в так званому θεσμοθετεϊον; згодом і перші три засідали там само.
Тесмотетів засновано після того, як посаду архонта обмежили одним роком. Спочатку їх обирали з першого майнового класу (пентакосіомедімнів). Солон увів жеребкування заздалегідь обраних кандидатів, але також з класу пентакосіомедімнів. Арістід відкрив доступ до архонтства і другому класу (вершникам). Третій клас (зевгітів) допущено до заняття цієї посади лише в 457—456 рр. до н. е. До Драконта тесмотети, за Арістотелем, «записували закони (тобто положення звичайного права) і зберігали їх для суду над злочинцями». Згодом вони щорічно переглядали чинні закони і доповідали народу про помічені суперечності. Вони мали також юрисдикцію у всіх справах, які не підлягали віданню інших трьох архонтів чи інших урядових кіл влади.
Після заснування суду присяжних основною функцією тесмотетаїв стало отримання звинувачень у різних судових справах та організація суду присяжних, на якому головував один із тесмотетів. Судові засідання проходили у будівлі, відомій як Елія. Публічні дії, за які вони відповідали, включали ейсангелію за зраду, проболею (див. закон і процес, афіняни) і графею за правопорушення, включаючи графею параномона. Вони розглядали справи, що виникли в результаті докімасії, а також приймали деякі позови. Вони могли санкціонувати страту без суду осіб, засланих за вбивство, яких потім знайшли в Аттиці. У IV ст., після того як магістрати перестали регулярно засідати в одних і тих же судах, саме Тесмоте призначали дати судових засідань і розподіляли суди між магістратами на кожен день.